# Телескоп Грегори

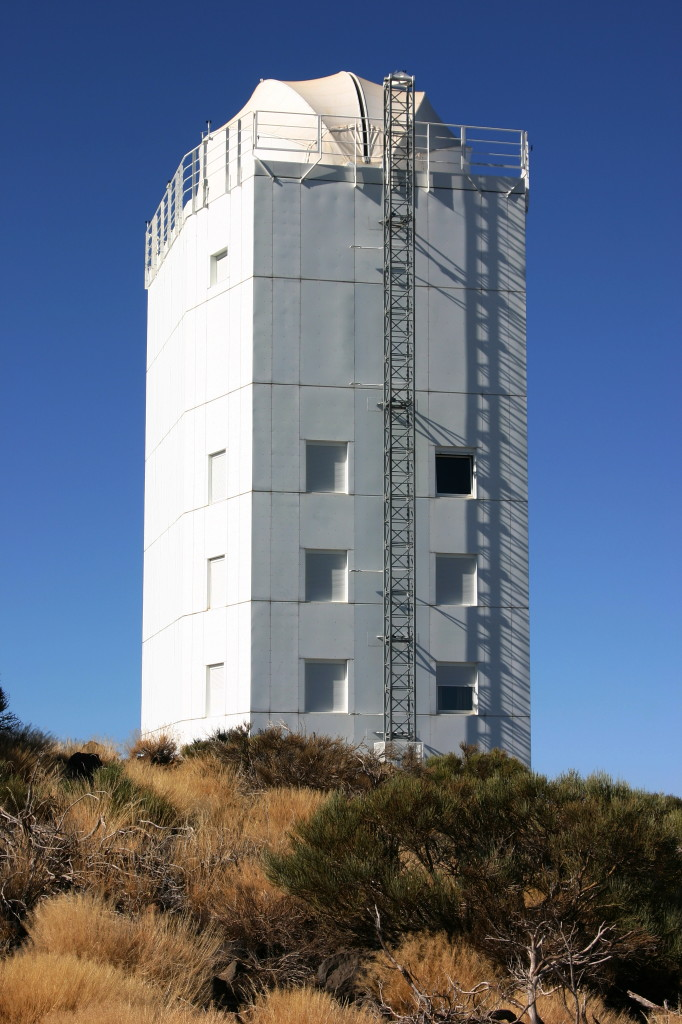

Телескоп Грегори (GREGOR) — солнечный телескоп.
Телескоп установлен на высоте 2 400 метров над уровнем моря, у подножия вулкана Тейде на острове Тенерифе (Канарские острова). Церемония открытия состоялась 21 мая 2012 года. На момент начала работы является крупнейшим солнечным телескопом в Европе и третьим по размеру среди солнечных телескопов в мире. В постройке участвовали четыре немецких исследовательских института. Его строительство обошлось в сумму $16,5 млн, большую часть суммы выделил Институт физики Солнца Кипенхойера во Фрайбурге.
Данный телескоп построен по открытой схеме, то есть не имеет кожуха, что позволяет снизить вибрацию, возникающую из-за порывов ветра. Диаметр первичного, самого крупного, зеркала составляет 1,5 метра. От неблагоприятной погоды прибор защищает складной купол.
Главной задачей телескопа по заявлению учёных станет изучение магнитных процессов на Солнце. Крупное зеркало и система компенсации искажений позволяет получать изображение с разрешением в 70 километров на поверхности ближайшей нам звезды, изображения можно получать в видимом и инфракрасном спектре. Другими задачами исследований станет получение данных об изменениях магнитного поля Солнца и характеристика его хромосферы.
Он назван в честь шотландского астронома Джеймса Грегори, жившего в XVII веке и придумавшего принципиальную схему, по которой построен данный телескоп.